# Один фунт (Ирландия)
Монета один фунт была введена 20 июня 1990 года. Дизайн монеты разработали Том Риан (Tom Ryan) и фотограф Шон Риан (Sean Ryan). На монете изображен благородный олень из Национального парка Килларни.

Памятная монета в честь наступления третьего тысячелетия

В 2000 году была выпущена монета в честь начала нового тысячелетия. Изображение монеты основывалось на узорах «Клад из Бройтера» из Национального музея Ирландии. Дизайн монеты был впервые опубликован 29 ноября 1999 года.
Ирландский фунт-монета была введена в 1990 году, и на сегодняшний день остается крупнейшей ирландской монетой из всех монет, введённых Центральным банком Ирландии с 1970 года. Она 3,11 сантиметров в диаметре. Её масса составляет 10 граммов. Монета почти идентична по размерам ирландской монете ирландский пенни, которая была распространена до 1971 года, и в диаметре сильно похожа на ирландскую монету в полкроны.
В начале обращения монета использовалась в таксофонах и торговых автоматах, которые могли принимать её. Так как размеры монеты были идентичны размерам старого пенни, владельцы торговых автоматов несли убытки. В результате убытков владельцы обновили механизмы так, чтобы они не принимали старые монеты. Кроме того, монеты 1999 года выпуска производства Королевского монетного двора были отвергнуты многими торговыми автоматами, так как, хотя они и соответствуют стандартным размерам, были значительно более лёгкими из-за производства из нестандартных сплавов.